# 伊麗莎白 (密西西比州)
伊麗莎白（英語：Elizabeth）是位於美國密西西比州華盛頓縣的普查規定居民點。

## 歷史
伊麗莎白的郵局於1890年設立，其後於1983年停運。

## 人口
根據2020年美國人口普查的數據，伊麗莎白的面積為0.82平方千米，皆為陸地。當地共有人口304人，而人口密度為每平方千米370.73人。